# Plectranthus fimbriatus
Plectranthus fimbriatus là một loài thực vật có hoa trong họ Hoa môi. Loài này được (Lebrun & Touss.) Troupin & Ayob. miêu tả khoa học đầu tiên năm 1985.